# Skeleton-Nordamerikacup
Der Nordamerikacup, bis zur Saison 2011/12 America’s Cup genannt, ist eine internationale Wettkampfserie im Skeleton, welche von der IBSF organisiert und durchgeführt wird. Sie entstand im Jahr 2000 analog zum Skeleton-Europacup als dem Weltcup nachgestellte Rennserie. Sie wird in Nordamerika ausgetragen und ist vor allem für Skeletonfahrer aus Amerika, Asien und Ozeanien gedacht. Es dürfen aber auch Sportler aus Europa und Afrika an dieser Rennserie teilnehmen.

## Punktesystem
Die Punkte werden seit der Saison 2016/17 wie folgt vergeben:
| Platz  | 1  | 2  | 3  | 4  | 5  | 6  | 7  | 8  | 9  | 10 | 11 | 12 | 13 | 14 | 15 | 16 | 17 | 18 | 19 | 20 | 21 | 22 | 23 | 24 | 25 | 26 | 27 | 28 | 29 | 30 |
| Punkte | 75 | 65 | 55 | 50 | 45 | 40 | 38 | 36 | 34 | 32 | 30 | 28 | 26 | 24 | 22 | 20 | 18 | 16 | 14 | 12 | 10 | 9  | 8  | 7  | 6  | 5  | 4  | 3  | 2  | 1  |

## Quoten
Seit der Saison 2016/17 sind die Verteilung der Startplätze bei Frauen und Männern gleich geregelt. Die Nationen aus Amerika, Asien und Ozeanien dürfen jeweils maximal vier Skeletonprofis an den Start schicken. Bei den afrikanischen und europäischen Ländern gilt das Limit von zwei Athleten.

## Frauen

### Gesamtwertung
| Saison  | 1. Platz          | 2. Platz              | 3. Platz         |
| ------- | ----------------- | --------------------- | ---------------- |
| 2000/01 | Tristan Gale      | Lindsay Alcock        | Colleen Rush     |
| 2001/02 | Janet Ivers       | Kathrine Koczynski    | Noelle Pikus     |
| 2002/03 | Noelle Pikus-Pace | Babs Isak             | Sarah Lacey      |
| 2003/04 | Katie Uhlaender   | Natasha Ellison       | Jody Barton      |
| 2004/05 | Courtney Yamada   | Jody Barton           | Jessica Palmer   |
| 2005/06 | Natasha Ellison   | Felicia Canfield      | Sarah Reid       |
| 2006/07 | Anne O’Shea       | Jessica Palmer        | Maggie Davies    |
| 2007/08 | Louise Corcoran   | Darla Deschamps       | Cassie Revelli   |
| 2008/09 | Anne O’Shea       | Tionette Stoddard     | Rebecca Sorensen |
| 2009/10 | Jaclyn LaBerge    | Lanette Prediger      | Robynne Thompson |
| 2010/11 | Lanette Prediger  | Jaclyn LaBerge        | Sophia Griebel   |
| 2011/12 | Cassie Hawrysh    | Randee Brookes        | Madison Charney  |
| 2012/13 | Jane Channell     | Madison Charney       | Elisabeth Vathje |
| 2013/14 | Elisabeth Vathje  | Madison Charney       | Marija Orlowa    |
| 2014/15 | Mirela Rahneva    | Lauren Salter         | Grace Dafoe      |
| 2015/16 | Veronica Day      | Jaclyn LaBerge        | Mun Ra-young     |
| 2016/17 | Mun Ra-young      | Madison Charney       | Gracie Clapp     |
| 2017/18 | Kelly Curtis      | Grace Dafoe           | Kristen Hurley   |
| 2018/19 | Kelly Curtis      | Leslie Stratton       | Sara Roderick    |
| 2019/20 | Kim Eunji         | Nicole Rocha Silveira | Mystique Ro      |

## Statistik
| Rang | Athletin          | Land               | 1. Platz | 2. Platz | 3. Platz |
| ---- | ----------------- | ------------------ | -------- | -------- | -------- |
| 1    | Kelly Curtis      | Vereinigte Staaten | 2        | –        | –        |
| 1    | Anne O’Shea       | Vereinigte Staaten | 2        | –        | –        |
| 3    | Jaclyn LaBerge    | Kanada             | 1        | 2        | –        |
| 4    | Natasha Ellison   | Kanada             | 1        | 1        | –        |
| 4    | Lanette Prediger  | Kanada             | 1        | 1        | –        |
| 6    | Mun Ra-young      | Südkorea           | 1        | –        | 1        |
| 6    | Noelle Pikus-Pace | Vereinigte Staaten | 1        | –        | 1        |
| 6    | Elisabeth Vathje  | Kanada             | 1        | –        | 1        |
| 9    | Jane Channell     | Kanada             | 1        | –        | –        |
| 9    | Louise Corcoran   | Neuseeland         | 1        | –        | –        |
| 9    | Veronica Day      | Kanada             | 1        | –        | –        |
| 9    | Cassie Hawrysh    | Kanada             | 1        | –        | –        |
| 9    | Tristan Gale      | Vereinigte Staaten | 1        | –        | –        |
| 9    | Janet Ivers       | Vereinigte Staaten | 1        | –        | –        |
| 9    | Kim Eunji         | Südkorea           | 1        | –        | –        |
| 9    | Mirela Rahneva    | Kanada             | 1        | –        | –        |
| 9    | Katie Uhlaender   | Vereinigte Staaten | 1        | –        | –        |
| 9    | Courtney Yamada   | Vereinigte Staaten | 1        | –        | –        |

## Männer

### Gesamtwertung
| Saison  | 1. Platz             | 2. Platz            | 3. Platz           |
| ------- | -------------------- | ------------------- | ------------------ |
| 2000/01 | Trevor Christie      | Zach Lund           | Nathan Cicoria     |
| 2001/02 | Zach Lund            | Kevin Ellis         | Jim Torrico        |
| 2002/03 | Brian McDonald       | Nathan Cicoria      | Mike Cline         |
| 2003/04 | Zach Lund            | Caleb Smith         | Robert Murray      |
| 2004/05 | Brady Canfield       | Chris Hedquist      | Jim Shea           |
| 2005/06 | Yūki Nozawa          | Keith Loach         | Chris Hedquist     |
| 2006/07 | Andy Wood            | Matthew Antoine     | Chris Type         |
| 2007/08 | Yūki Sasahara        | Chris Burgess       | Yuzuru Hanyūda     |
| 2008/09 | Grégory Saint-Géniès | Luke Schulz         | Yuzuru Hanyūda     |
| 2009/10 | Kyle Tress           | Chris Burgess       | Anthony Deane      |
| 2010/11 | Yuzuru Hanyūda       | Greg Maidment       | Tom Santagato      |
| 2011/12 | Ian Mills            | Ben Sandford        | Paul Fraser        |
| 2012/13 | Barrett Martineau    | Sean Greenwood      | Patrick Rooney     |
| 2013/14 | Shinsuke Tayama      | Alexander Tretjakow | Austin McCrary     |
| 2014/15 | Trent Kraychir       | Michael Rogals      | Austin McCrary     |
| 2015/16 | Ander Mirambell      | Alex Ivanov         | John Farrow        |
| 2016/17 | John Farrow          | Kim Jun-hyeon       | John Daly          |
| 2017/18 | Austin Florian       | Andrew Blaser       | Katsuyuki Miyajima |
| 2018/19 | Andrew Blaser        | Nicholas Timmings   | Blake Enzie        |
| 2019/20 | Ander Mirambell      | Chris Strup         | Nathan Crumpton    |

### Statistik
| Rang | Athlet               | Land                   | 1. Platz | 2. Platz | 3. Platz |
| ---- | -------------------- | ---------------------- | -------- | -------- | -------- |
| 1    | Zach Lund            | Vereinigte Staaten     | 2        | 1        | –        |
| 2    | Ander Mirambell      | Spanien                | 2        | –        | –        |
| 3    | Andrew Blaser        | Vereinigte Staaten     | 1        | 1        | –        |
| 4    | Yuzuru Hanyūda       | Japan                  | 1        | –        | 2        |
| 5    | John Farrow          | Australien             | 1        | –        | 1        |
| 6    | Brady Canfield       | Vereinigte Staaten     | 1        | –        | –        |
| 6    | Trevor Christie      | Vereinigte Staaten     | 1        | –        | –        |
| 6    | Austin Florian       | Vereinigte Staaten     | 1        | –        | –        |
| 6    | Trent Kraychir       | Vereinigte Staaten     | 1        | –        | –        |
| 6    | Barrett Martineau    | Kanada                 | 1        | –        | –        |
| 6    | Brian McDonald       | Vereinigte Staaten     | 1        | –        | –        |
| 6    | Ian Mills            | Kanada                 | 1        | –        | –        |
| 6    | Yūki Nozawa          | Japan                  | 1        | –        | –        |
| 6    | Grégory Saint-Géniès | Frankreich             | 1        | –        | –        |
| 6    | Yūki Sasahara        | Japan                  | 1        | –        | –        |
| 6    | Shinsuke Tayama      | Japan                  | 1        | –        | –        |
| 6    | Kyle Tress           | Vereinigte Staaten     | 1        | –        | –        |
| 6    | Andy Wood            | Vereinigtes Königreich | 1        | –        | –        |